# Novigrad Podravski
Novigrad Podravski – wieś w Chorwacji, w żupanii kopriwnicko-kriżewczyńskiej, w gminie Novigrad Podravski. W 2011 roku liczyła 1914 mieszkańców.